# Evaristo Sourdis
Evaristo Sourdis Juliao  (Sabanalarga, 27 de marzo de 1905-Barranquilla, 22 de septiembre de 1970). Político, diplomático y abogado colombiano, miembro del Partido Conservador Colombiano. 
Fue concejal, diputado, constituyente, ministro, dos veces canciller de Colombia, jefe de misión ante el Papa Pablo VI y ante Naciones Unidas y contralor de la República a finales de los años 60. 
Fue a su vez candidato presidencial en las elecciones de 1970, siendo abanderado de la integración costeña. Sabía que nunca sería presidente de Colombia, pero su aspiración era obtener la votación suficiente para que la región exigiera una mayor participación en el poder y en los recursos económicos. Pese a ese abierto enfoque regionalista, se le reconoce como un importante integrador del país en las cuestiones políticas.

## Vida personal
Evaristo Sourdis nació en Sabanalarga, Atlántico, el 27 de marzo de 1905, en el hogar de judíos de origen sefardí.
Cursó la educación primaria en el municipio de Sabanalarga y la educación secundaria en Barranquilla «a donde su padre, don Aristides Sourdis debió trasladarse por razones de trabajo». En 1924 comenzó a estudiar Derecho en la Universidad Libre. Luego, de un año de estudios, se trasladó a la Universidad Externado de Colombia donde concluyó su formación universitaria. Se graduó en 1929 con el trabajo de grado Teoría Domiciliaria Internacional Privada. Posteriormente se especializó en derecho comercial y civil.

### Trayectoria
En 1931 fue diputado de la Asamblea del Atlántico. Luego fue concejal de Barranquilla. En 1933 fue secretario de gobierno departamental. En 1939 fue representante a la Cámara, donde antes había sido suplente de Abel Carbonell, su mentor político. Más adelante fue senador, cargo para el que fue elegido nuevamente en 1946, pero que hubo de declinar para dedicarse a asuntos personales.  
En 1947 fue nombrado embajador alterno ante Naciones Unidas en la delegación presidida por Alfonso López Pumarejo. En 1949 el presidente Mariano Ospina Pérez lo encargó de la cartera de Trabajo. Acompañó a este presidente durante los hechos del 9 de abril de 1948. En el mismo gobierno, en 1949, fue nombrado ministro de Relaciones Exteriores. Durante la presidencia de Ospina Pérez también fue ministro encargado de Gobierno, de Justicia, de Guerra y de Higiene. 
Fue embajador ante Naciones Unidas durante el gobierno de Roberto Urdaneta Arbeláez. En 1954 fue nombrado ministro de Relaciones Exteriores por el general Gustavo Rojas Pinilla, tras la caída de Arbeláez y su designante Laureno Gómez, permanciendo en el cargo hasta la caída de la dictadura en 1957.
En 1962 salió elegido nuevamente senador por el Partido Conservador, ocupando su curul hasta 1966.

### Últimos años

#### Contralor general (1967-1969)
En 1967 fue nombrado contralor general de la República por el presidente liberal Carlos Lleras Restrepo, durante los sucesos del Frente Nacional. 
La elección de Sourdis respondió a dos cosasː la primera, que el Congreso no estaba unificado en escoger a un contralor y se generaron varios candidatos por cada facción del órgano legislativo; y la segunda, que el propio presidente, en aras de garantizar un control adecuado de las finanzas estatales, buscó que el que ocupara el cargo fuera del partido contrario. Sourdis era el candidato ideal ya que era el jefe del partido Conservador desde 1967.
Sourdis pronunció el siguiente discurso en su posesión, mostrando sus convicciones de renovaciónː

“Esto hay que modificarlo, pues es un Estado dentro del Estado”

#### Candidatura presidencial
La candidatura presidencial de Sourdis nació en Barranquilla en 1968 con la asistencia de gente de todo el país y de los representantes de los siete departamentos costeños y de San Andrés, cuando aún estaba en el cargo de contralor general. La decisión de Sourdis de presentar su nombre como candidato a las elecciones, generó inmensas manifestaciones de apoyo en la Costa colombiana. La región se sentía marginada y existía una necesidad de participación y de ser tenida en cuenta para salir del atraso. 
Además de una campaña de desprestigio en el interior del país, donde lo acusaron de regionalista, tras una tensa pugna al interior del partido conservador el expresidente Mariano Ospina Pérez, quien inicialmente se había declarado neutral, terminó apoyando la candidatura de Misael Pastrana Borrero, lo cual fue definitivo para que este último fuera la fórmula oficial de liberales y conservadores (a la cual también aspiraba Belisario Betancur), a pesar de que Sourdis era el director del partido desde 1969.
Sin embargo, Sourdis presentó su nombre como fórmula disidente del conservatismo y realizó, con escasos recursos, una campaña por todo el país, principalmente en la Costa, el Valle, Nariño y Boyacá, así como una travesía por el río Magdalena, el cual recorrió en todo su curso navegable. Su mensaje de campaña eraː “Ahora o nunca con Sourdis”. 
Según su historiadora, Sourdis perdió el pulso en su partido porque sólo recibió el apoyo de Álvaro Gómez Hurtado, ya que sus aliados principales decicideron en último momento apoyar a Pastrana. Para ser exactos, los votos de Próspero Carbonell, José Víctor Dugand y Vladimiro Vélez, definieron la fortaleza de la candidatura de Sourdis, quien comenzó a competir en abierta desventaja.
Misael Pastrana resultó elegido presidente en medio de acusaciones de fraude por parte del candidato de la Anapo, el general Gustavo Rojas Pinilla. Los resultados oficiales de la votación fueron: Pastrana, 1.625.025; Rojas Pinilla, 1.561.468; Sourdis, 336.286, siendo este último el candidato menos votado, lo cual lo llenó de desconcierto, pese a que ya imaginaba de antemano el resultado.

#### Muerte
Derrotado, Sourdis abandonó la política. Sin embargo, el reciente electo presidente le ofreció a Sourdis el cargo de embajador en Venezuela, pero murió antes de aceptar su postulación en la noche del martes 22 de septiembre de 1970, en Barranquilla, a la edad de 65 años. Sourdis sufrió un infarto al miocardio y fue llevado a la Clínica del Caribe, donde pasó sus últimas horas de vida.
Fue sepultado al día siguiente en horas de la tarde en el cementerio municipal de Calancalá, en Barranquilla, donde también reposan los restos de su madre.

## Familia
Evaristo era hijo de los descendientes de judíos sefardíes Aristides Sourdis Navarro y su esposa Raquel Juliao Tatis. Su madre era hermana de Efraín Henrique Juliao, quien participó en el ejército liberal con el grado de General en la guerra de los Mil Días.
Según su biógrafa, los abuelos masculinos de Sourdis eran judíos sefardíes que llegaron a Colombia en la década de los 60 del siglo XIX (1860-1869) y se asentaron en Barranquilla, entonces parte de la Provincia de Cartagena; se casaron con mujeres colombianas católicas y así aseguraron su permanencia en la sociedad colombiana de la época.

### Matrimonio y descendencia
Evaristo se casó con Adelaida Nájera del Castillo, con quien tuvo a sus tres hijosː Adelaida (historiadora y biógrafa suya), María Teresa y Evaristo Sourdis Nájera.